# Эсватини на Олимпийских играх
Команда Эсватини впервые приняла участие на Олимпийских играх в 1972 году. Две последующие Олимпиады были пропущены, и свазилендские спортсмены снова появились на соревнованиях лишь в 1984 году в Лос-Анджелесе. Первое и единственное участие Эсватини в зимних Играх произошло в 1992 году в Альбервиле. Спортсмены Эсватини не завоевали ни одной олимпийской медали.
Ассоциация Эсватини по Олимпийским играм и Играм Содружества была создана в 1972 году.

## См.также
- Список знаменосцев Эсватини на Олимпийских играх
- Эсватини на Универсиадах
- Эсватини на юношеских Олимпийских играх
- Эсватини на Играх Содружества